# Kabala (Sierra Leona)
Kabala es la capital y mayor ciudad del distrito de Koinadugu, en la provincia del norte de Sierra Leona.
La ciudad tiene una población estimada de 30.108 habitantes en 2007 y es principalmente de las etnias mandinga y kuranko.
Se encuentra a unos 130 km al noreste de Makeni, el centro económico más importante del norte de Sierra Leona, y unos 320 km al este de Freetown, capital nacional.

## Medios de comunicación
Bintumani 93.5 es la estación de radio local de todo el distrito Koinadugu. La radio y televisión nacionales de Sierra Leona SLBS y la BBC, la CNN International y alguna otra privada puede sintonizarse vía satélite.

## Etnias
Kabala es una ciudad étnicamente diversa. El grupo mayoritario es mandinga, pero existe población kuranko y limba.

## Equipamiento educativo
Existen escuelas de secundaria reconocidas por el gobierno, todas ellas con afiliación religiosa. Existe una escuela islámica no reconocida, la Kabala Islamic Secondary School.

## Economía local
La ciudad es conocida por su confección de ropa y especialmente por su sastrería de Ronko gown, vestido tradicional limba y koranko con supuestos poderes sobrenaturales. En los alrededores se encuentra un medio rural rico desde el punto de vista agrícola, con arroz en temporada.

## Equipamientos
El sistema eléctrico funciona de forma errática. Existen equipamientos médicos. Hay un distrito central de negocio y un mercado cubierto, con varias tiendas libanesas bien surtidas. Existe una sede de Barclays Bank.

## Morfología urbana
Existen algunas chozas tradicionales circulares, pero la mayor parte de los edificios son prefabricados de ladrillo.

## Comunicaciones
Hay un servicio de autobús desde Makeni a unos 150 km, la autovía pierde su asfaltado a unos 40 km de la ciudad y el viaje se convierte en una nube de polvo.